# Otto Schlegelmilch
Otto Schlegelmilch (* 24. Juni 1903 in Albrechts; † nach 1974) war ein deutscher Werkmeister, Gewerkschafter und Politiker (SED). Er war von 1958 bis 1971 Abgeordneter der Volkskammer der DDR.

## Leben
Schlegelmilch, Sohn eines Arbeiters, besuchte die Volksschule in Albrechts und Mäbendorf. Von 1917 bis 1920 absolvierte er eine Werkzeugdreherlehre im Simson-Werk Suhl. Nach der Lehre wurde er zunächst arbeitslos. Im Jahr 1920 wurde er Mitglied des KJVD und nahm als 17-jähriger Maschinengewehrschütze der Roten Arbeiterwehr am Kampf gegen die Kapp-Putschisten teil. Er fand wieder Arbeit als Rundschleifer und Einrichter im Simson-Werk, wurde 1928 Mitglied der KPD und des DMV. Während der Zeit des Faschismus wirkte er in der Roten Hilfe. Nach dem Zweiten Weltkrieg wurde er erneut Mitglied der KPD, trat 1945 in den Freien Deutschen Gewerkschaftsbund (FDGB) ein und schloss sich 1946 der Sozialistischen Einheitspartei Deutschlands (SED) an.
Von 1949 bis 1958 war er Mitglied der Gemeindevertretung und des Rates der Gemeinde Dietzhausen. Von 1949 bis 1955 war er Vorsitzender der Betriebsgewerkschaftsleitung (BGL) im VEB Fahrzeug- und Gerätewerk Simson Suhl. Ab 1955 arbeitete er als Werkmeister in der Jagdgewehrfertigung im Simson-Werk. Von 1958 bis 1962 war er Mitglied der Betriebsparteiorganisation (BPO) des Werkes. Im November 1958 wurde er mit dem Mandat des FDGB in die Volkskammer gewählt, der er bis 1971 angehörte. Er war von 1958 bis 1967 Mitglied des Verfassungs- und Rechtsausschusses der Volkskammer. Ab 1959 war er Mitglied des FDGB-Bezirksvorstandes Suhl.
Schlegelmilch wohnte zuletzt in Dietzhausen, war verheiratet und Vater von zwei Kindern. Als 71-Jähriger nahm er im Juli 1974 im Rahmen der „Eile-mit-Meile-Bewegung“ als Radfahrer an der Burgenfahrt im Bezirk Erfurt teil.

## Auszeichnungen
- 1958 Verdienter Aktivist
- 1963 Vaterländischer Verdienstorden in Silber
- Verdienstmedaille der DDR
- Verdienter Meister
- Fritz-Heckert-Medaille
- Ehrennadel der Gesellschaft für Deutsch-Sowjetische Freundschaft in Silber